# Bătălia de la Obertyn
Bătălia de la Obertyn (sau Obertin) dintre Petru Rareș și hatmanul Jan Tarnowski (Ioan Tarnovschi) a avut loc pe 22 august 1531, după ce Petru Rareș invadase Pocuția în 1530. Aceasta s-a soldat cu înfrângerea trupelor moldovene și recucerirea Pocuției de către polonezi.

## Context
În 1490, Ștefan cel Mare a cucerit Pocuția, detașând-o de regatul polonez. El a încercat să obțină recunoașterea unor țări că Pocuția este a Moldovei și a fost susținut de Regatul Ungariei. După moartea lui Ștefan, teritoriul a fost luat înapoi de către polonezi. Între 1529 și 1530, moldovenii au început o campanie în Pocuția. Din moment ce Moldova era un stat vasal Porții otomane, regele polonez Sigismund I a trimis o scrisoare sultanului Suliman Magnificul în care-l întreba care este părerea sa cu privire la acest conflict. Sultanul a răspuns că polonezii pot să se lupte în Pocuția pentru a rezolva acest litigiu, dar nu au voie să pună piciorul pe pământul Moldovei, pentru că acest lucru va fi considerat ca o declarație de război împotriva turcilor. Această restricție a fost dezavantajoasă pentru polonezi, în principal din cauză unei mai mari mobilități a trupelor din Moldova, care erau mai ales unități de cavalerie.

## Desfășurare

Harta bătăliei

Polonezii l-au pus pe hatmanul Coroanei pentru recrutarea oștenilor, Jan Tarnowski, să conducă armata, în timp ce Parlamentul polonez a votat creșterea impozitelor plătite de iobagii polonezi, cu scopul de a avea suficiente fonduri pentru a recruta soldați mercenari. Tarnowski a primit sub comandă o armată formată din 4800 de cavaleriști, 1200 de  infanteriști, 12 tunuri și un număr necunoscut de care întărite taborite. El a ales orașul Obertyn, la nord de râul Nistru, ca centrul său de operații.

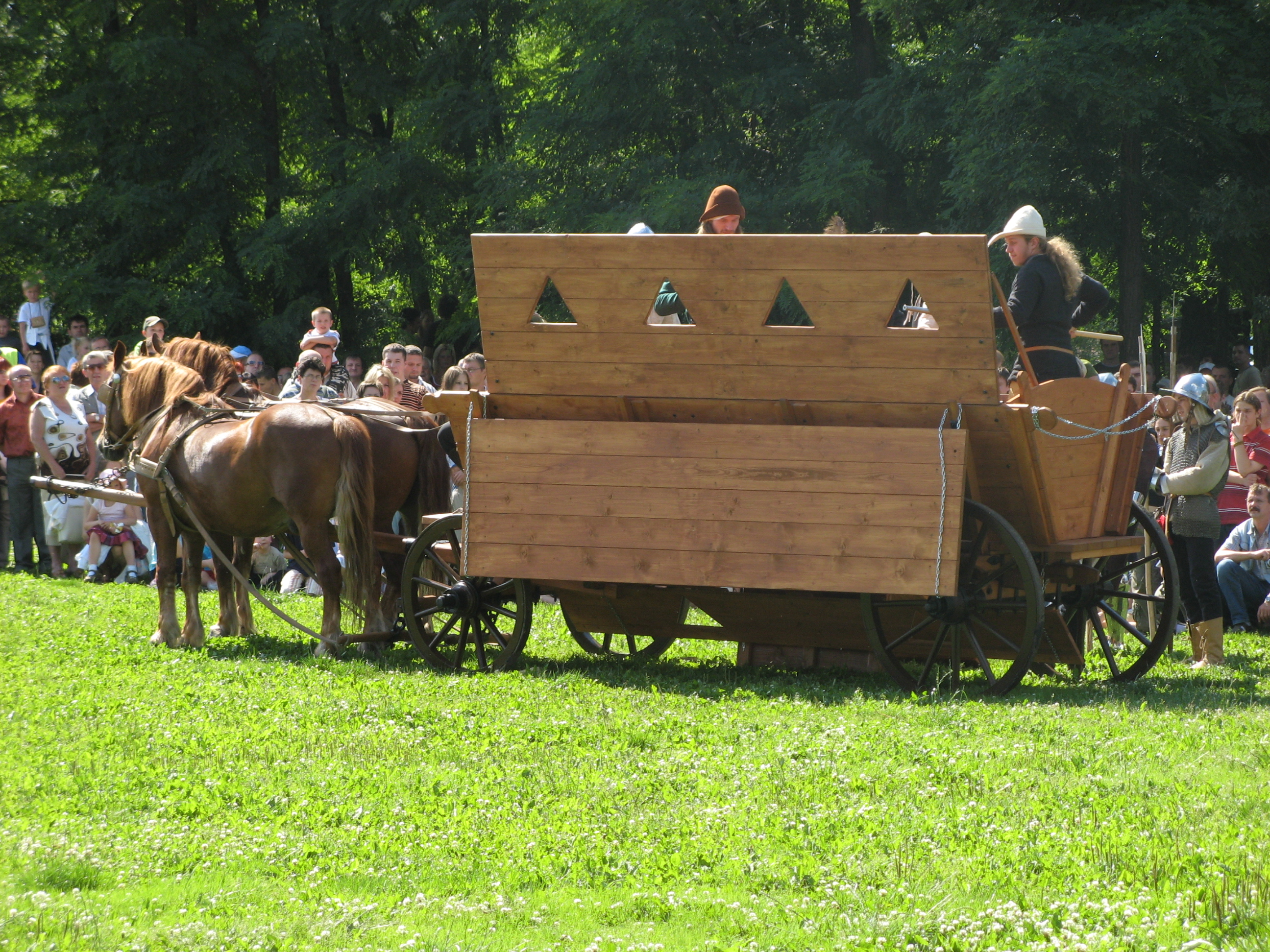
Car întărit de luptă al husarilor polonezi (reconstituire)

Între 3 și 5 iunie, Tarnowski a trimis 1000 de călăreți pentru a-i hărțui și a-i alunga pe moldovenii din regiune și apoi s-au întors repede înapoi la Obertyn. El a lăsat 100 de apărători în orașul Gwoździec (acum cunoscut ca Hvizdets), situat la câțiva kilometri sud de Obertyn. Între 6 iunie și 18 iulie, Petru Rareș a trimis drept răspuns 6.000 de călăreți împotriva cetății Gwoździec și a început să asedieze orașul. Armata poloneză principală s-a mutat de la Obertyn la Gwoździec și a intrat în luptă cu moldovenii care s-au retras. Între 18 - 21 iulie, moldovenii au avansat cu 20.000 de călăreți, 50 tunuri și câteva pâlcuri de infanterie împotriva unei armate de 6.000 de polonezi bine echipați care tocmai se regrupaseră (inclusiv celebrele "aripi" ale husarilor care au jucat un rol decisiv în victoria poloneză). Tarnowski și-a lăsat infanteria în Gwoździec și a făcut o retragere defensivă într-o pădure la nord de Obertyn, unde și-a fortificat armata în vagoane Tabor. Artileria a fost așezată în trei colțuri ale taberei și o parte din infanterie a fost plasată în vagoane. Celelalte trupe ale sale, împreună cu cavaleria, le-a desfășurat în mijlocul taberei.

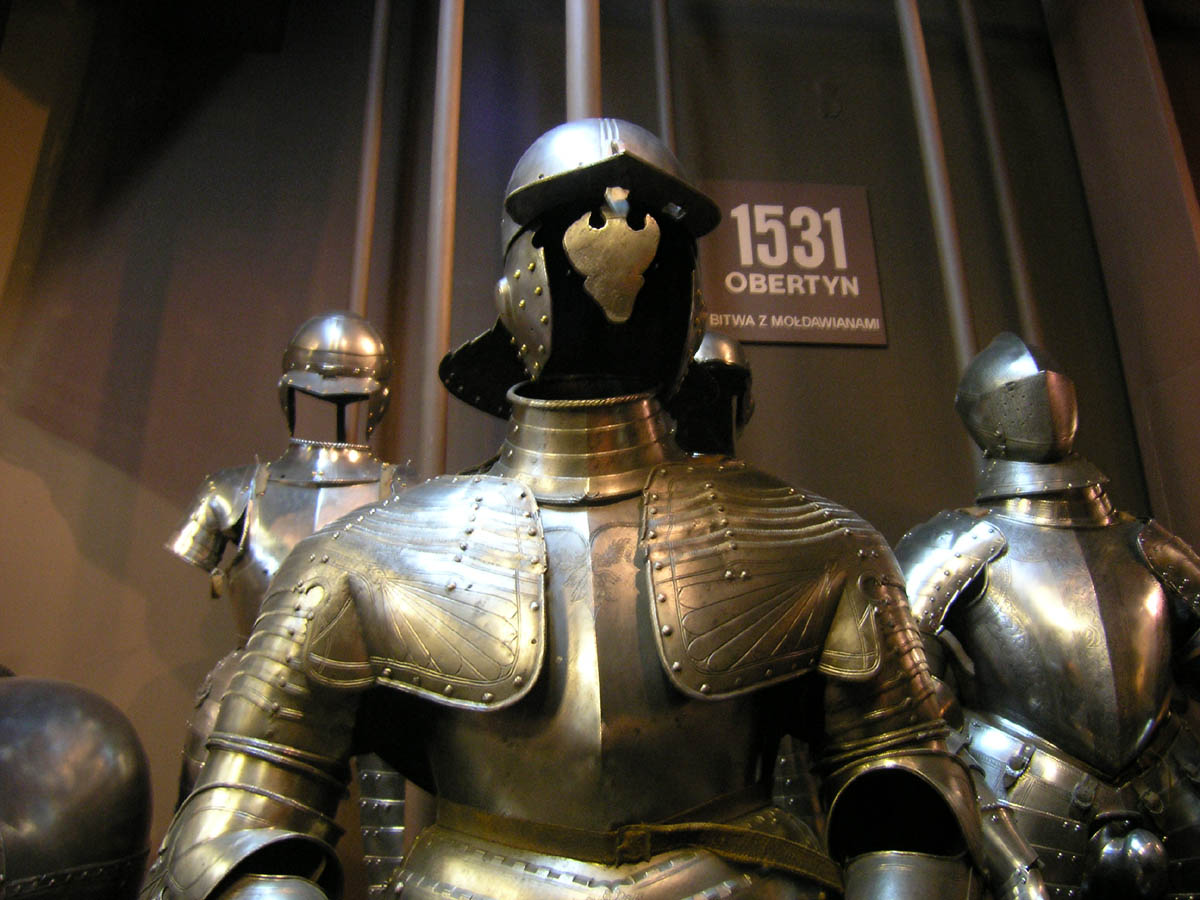
Armura grea a husarilor

Pe 22 iulie, Rareș a trimis cavaleria ușoară pentru a ataca vagoanele Tabor în pădure, dar ea a fost respinsă de către infanteria poloneză. Apoi tunurile moldovenilor au început să tragă în ele, dar fără prea mare succes. În schimb, artileria poloneză a provocat mari daune tunurilor moldovenești. O treime din cavaleria poloneză a lansat apoi mai multe atacuri încununate de succes asupra flancului stâng al moldovenilor, forțându-l pe Rareș să trimită întăriri. Cu toate acestea, Rareș a lăsat câteva pâlcuri de infanterie pentru a-și apăra flancul său drept și pentru a proteja drumul spre Obertyn, în caz că era nevoie să se retragă. Restul cavaleriei poloneze a atacat flancul drept al moldovenilor, dar trupele au suferit pierderi din cauza artileriei moldovenești. Un ultim atac polonez a răvășit întreaga armată moldovenească. Moldovenii au pierdut aproximativ 7.000 de călăreți, 1.000 de oameni au căzut prizonieri, toate tunurile au căzut în mâna dușmanilor, în timp ce polonezii au pierdut doar 256 de oameni.

## Urmări
Sultanul l-a îndepărtat din funcție pe Rareș , cu explicația că „el l-a necăjit pe cel mai bun prieten al Porții, pe regele Poloniei”. Moldovenii au mai făcut o altă încercare nereușită de a recuceri Pocuția în 1538.